# Chay Hews
Chay Hews (født 30. september 1976) er en tidligere australsk fodboldspiller.